# Jurisdicción de Los Arauzos
Jurisdicción de Los Arauzos fue una demarcación administrativa de la provincia de Burgos. 
Formaban parte de ella: Arauzo de Miel, Arauzo de Salce, Arauzo de Torre, Baños de Valdearados, Doña Santos, Espinosa de Cervera, Hinojar del Rey, Huerta de Rey, Jaramillo de la Fuente, La Gallega, Quintanarraya, Riocavado de la Sierra, Tubilla del Lago y Valdeande.
- Datos: Q11231932